# Ernst Schrader (Gewerkschafter)
Ernst Schrader (* 3. April 1877 in Zützen; † 13. Juli 1936 in Berlin) war ein deutscher Polizeibeamter und Gewerkschaftsführer. Er war unter anderem Vorsitzender des Verbandes Preußischer Polizeibeamter, einer als Schraderverband bekannten Polizeigewerkschaft. 

## Leben
Er stammte aus einfachen Verhältnissen. Der Vater war Chausseearbeiter. Schrader besuchte die örtliche Volksschule. Nach der Schule trat er in die preußische Armee ein und gehörte seit 1895 dem 1. Garde-Ulanen-Regiment in Potsdam an. Dass ein Arbeitersohn in dieser adlig geprägten Einheit diente, war ungewöhnlich. 
Mit dem Dienstgrad eines Obergefreiten verließ er die Armee und trat 1901 als Wachtmeister in die Schutzmannschaft von Berlin ein. Im Jahr 1902 heiratete er. Aus der Ehe gingen zwei Töchter hervor. 
Schrader nahm 1913 an der Gründung der Vereinigung Berliner Schutzleute teil und wurde Mitglied im Vorstand dieser ersten Interessenvertretung von Polizisten in Preußen gewählt. Der Verband wurde bald verboten, setzte seine Arbeit aber illegal fort. Wie andere auch hatte er unter Repressalien zu leiden und wurde unter anderem zu einem einfachen Schutzmann zurückgestuft. Es gelang in langen Verhandlungen die Polizeiführung zu einer Tolerierung der Bestrebungen zu bringen. 
Im Jahr 1915 konnte offiziell der Verband der Kameradenvereine gegründet werden. Er hatte anfänglich etwa 6000 Mitglieder. Schrader wurde zum Vorsitzenden gewählt. Der Verband wurde 1917 auf ganz Preußen ausgedehnt und in Verband der Königlichen Schutzmannschaft Preußens umbenannt. Während der Novemberrevolution verhandelte Schrader bei der Belagerung des Berliner Polizeipräsidiums mit Mitgliedern des Arbeiter- und Soldatenrates. 
Weil er später zum hauptamtlichen Vorsitzenden seines Verbandes gewählt wurde, schied er 1920 aus dem aktiven Polizeidienst aus. In seiner Amtszeit schlossen sich der Organisation weitere Verbände an. Im Jahr 1919 wurde der Reichsverband der Polizeibeamten Deutschlands mit Schrader als Vorsitzenden gegründet. Der Verband schloss sich dem Deutschen Beamtenbund an. Im Jahr 1923 kam es durch Fusion zur Gründung einer einheitlichen preußischen Polizeibeamtenorganisation. Der Verband Preußischer Polizeibeamter wurde umgangssprachlich als „Schraderverband“ bezeichnet. Im Jahr 1932 hatte die Organisation 117.000 Mitglieder. Schrader war auch an der internationalen Zusammenarbeit mit vergleichbaren ausländischen Verbänden beteiligt. Im Jahr 1927 wurde als internationale Polizeivereinigung die Fédération Internationale des Fonctionnaires de Police gegründet. Schrader fungierte seit 1930 als Sekretär dieses Zusammenschlusses. 
Gute Beziehungen unterhielt er unter anderem zum preußischen Innenminister Carl Severing. Einen beträchtlichen Einfluss übte Schrader beim Zustandekommen des Preußischen Polizeibeamtengesetzes von 1927 aus. Durch Teilnahme an vorbereitenden Beratungen und durch Druck des Verbandes gelang es, das Gesetz im Sinne der Polizeibeamten mit zu gestalten. 
Zu einem nicht bekannten Zeitpunkt trat Schrader der SPD bei. Für diese kandidierte er 1928 vergeblich für den Reichstag. Trotz seiner eigenen parteipolitischen Bindung trat er weiter für die politische Neutralität des Verbandes ein. Im Jahr 1930 wurde er Mitglied in der Bundesleitung des DBB. 
Schrader erwarb 1931 ein heruntergekommenes Landgut und plante, es wieder voranzubringen. Er erkrankte jedoch schwer und konnte längere Zeit seine Verbandstätigkeit nicht fortsetzen. Im selben Jahr starb auch seine Frau.
Die politische Situation für die Verbandsarbeit verschlechterte sich am Ende der Republik immer mehr. Vor allem aus gesundheitlichen Gründen bat Schrader im Juni 1932 darum, ihn vom Amt als Vorsitzenden zu entbinden. Der Verband kam dem zunächst nicht nach und beurlaubte ihn nur, ehe ihm im August die Entlassung gewährt wurde. 
Der nun faktisch führerlose Verband geriet unter den Druck der NSDAP. Obwohl nicht mehr Vorsitzender, wurde Schrader auch persönlich angegriffen. Der Verband selbst geriet bald unter den Einfluss der Nationalsozialisten. Im Januar 1933 konnten sich noch einmal für kurze Zeit die republikanischen Kräfte durchsetzen. Das neue Regime erzwang im Juli 1933 die Auflösung des Verbandes zu Gunsten des nationalsozialistischen Kameradschaftsbundes Deutscher Polizeibeamten. 
Schrader stellte ein Aufnahmegesuch für den neuen Verband, wurde aber kurze Zeit später im September 1933 in Schutzhaft genommen und in das KZ Oranienburg gebracht. Im Zuge einer Amnestie wurde er im Dezember 1933 entlassen. Im Jahr 1935 heiratete er ein zweites Mal. Nach einem langen Krebsleiden starb er 1936.